# Кюстендил (місто)
Кюстендил (болг. Кюстендил) — місто на південному заході Болгарії за 85 км від Софії, неподалік від кордону з Сербією (30 км) та Македонією (23 км). Є транспортним вузлом (UN/LOCODE BG KYS) і частиною Пан'європейського транспортного коридору VIII. Місто займає най південнішу частину родючої Кюстендільської улоговини. З півдня до нього примикає гірський масив Осогово, висота якого сягає 2251 м (пік Руєн). Населення — 44,1 тис. чоловік (2012). Місто Кюстенділ — адміністративний центр Кюстендильської області та громади Кюстендил.

## Історія
Кюстендил — одне з найдавніших міст Болгарії. Родючі ґрунти й теплі мінеральні джерела привабили сюди фракійські племена, які заснували тут у V-IV до н. е. селище. У I столітті римляни перетворили його важливу фортецю на торговий центр і водолікувальний курорт, назвавши місто Пауталія. У IV столітті на міському пагорбі Хісарлика було зведено фортецю, яку було переобладнано за часів правління візантійського імператора Юстиніана I.
Після 553 року назва Пауталія не зустрічається. 1019 року в грамоті візантійського імператора Василія II місто згадується під назвою Велбижд, імовірно, на честь якогось місцевого вождя. Поблизу Велбижда 1330 року відбулась битва болгар і сербів, у результаті якої болгари зазнали поразки, а цар Михайло Шишман убитий.

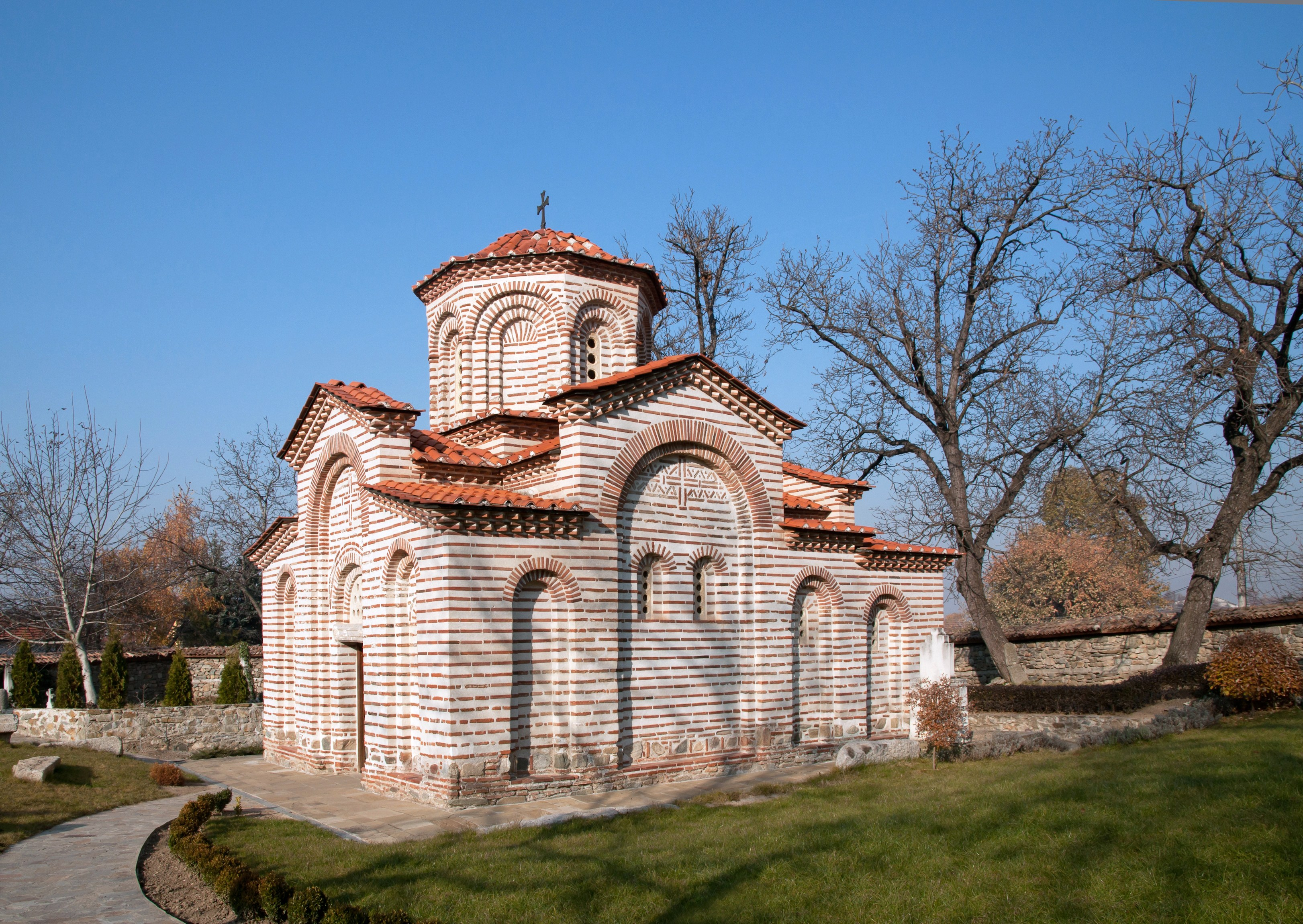
Реконструйована церква Святого Георгія в Кюстенділі (бл. 1000)

До болгарської держави місто було приєднано за часів правління царя Калояна. З 1379 до 1395 року його феодальним володарем був боярин Костянтин Драгаш, на честь якого місто згодом було перейменовано на Кюстенділ, або земля Костянтина.
Місто стало частиною османських володінь 1395 року. Масова колонізація його почалась в середині XV століття. Наприкінці османського володарювання та особливо після Звільнення етнічний склад населення змінився завдяки численним переселенцям із земель, все ще зайнятих турками. В добу Болгарського національного Відродження місто швидко розвивалось і розросталось. Перша школа була відкрита при церкві 1821 року, перша бібліотека — 1869.
З середини XIX століття жителі міста почали брати активну участь у визвольній боротьбі з турками. В горах діяли загони ополченців під предводительством Іллі Воєводи та Румени Воєводи (однієї з небагатьох воїтельок в болгарській історії). Кюстенділ було звільнено російськими військами 29 січня 1878 року. Після Звільнення деякі з ремесел, пов'язані з турецьким ринком, занепали. Продовжували розвиватись виробництво тютюну та бальнеологічна справа.
| Рік  | Населення |
| ---- | --------- |
| 1985 | 54 196    |
| 1992 | 54 431    |
| 2000 | 50 474    |
| 2005 | 47 602    |
| 2010 | 45 911    |

## Пам'ятки
Міський історичний музей бере свій початок з 1897 року. Кожен з його відділів розміщується у різних культурно-історичних пам'ятках: Археологічний відділ — у будівлі мечеті, зведеної 1575 року, відділ «Доба Болгарського національного Відродження й національно-визвольна боротьба» — в будинку Іллі-воєводи, а етнографічний відділ та «Розвиток після Звільнення» — у Ємфієнджиєвому домі, де під час Російсько-турецької війни 1877—1878 років розміщувалась штаб-квартира командувача російськими військами.
Особливий інтерес складає Художня галерея ім. Володимира Димитрова-Майстора. Вона розміщується у спеціальній будівлі, що відрізняється оригінальною архітектурою та внутрішнім оздобленням. Ядро експозиції складають понад 200 картин народного художника Володимира Димитрова-Майстора. У галереї зберігаються та виставляються і твори видатних болгарських художників, які народились чи проживали у місті та його околицях — Кирила Цонєва, Асена Василєва, Стояна Венєва, Ніколи Мірчева, Бориса Колєва. Перед галереєю споруджено монументальний пам'ятник Майстору.
«Асклепіон Пауталії» — римська водолікарня (терми) і храм бога медицини Асклепія, зведені у II—III століттях. Вся будівля займала площу 3500 кв. метрів. Були виявлені приміщення з опалювальною системою, водопровід, елементи архітектурного оформлення.
Інші пам'ятки міста:
- Церква Св. Георгія зі слідами візантійських фресок XI століття (знищена турками у XIX столітті, відновлена 1880; розташована у міському кварталі Колуша);
- церкви Пресвятої Богородиці (1816) та Св. Димитра (1866);
- Піркова вежа (XVI — XVII століття);
- стіна гостинного двору Девехані (1606);
- Будинок лікарів;
- Прокопіїв будинок;
- Старе училище (з 1894).

Окрім того, споруджено пам'ятники: загиблим у війнах 1912—1918 років, Іллі Воєводі, Пейо Яворову, Тодору Александрову, Димитру Пешеву, а також російським солдатам, які віддали життя за звільнення міста від османського гніту.

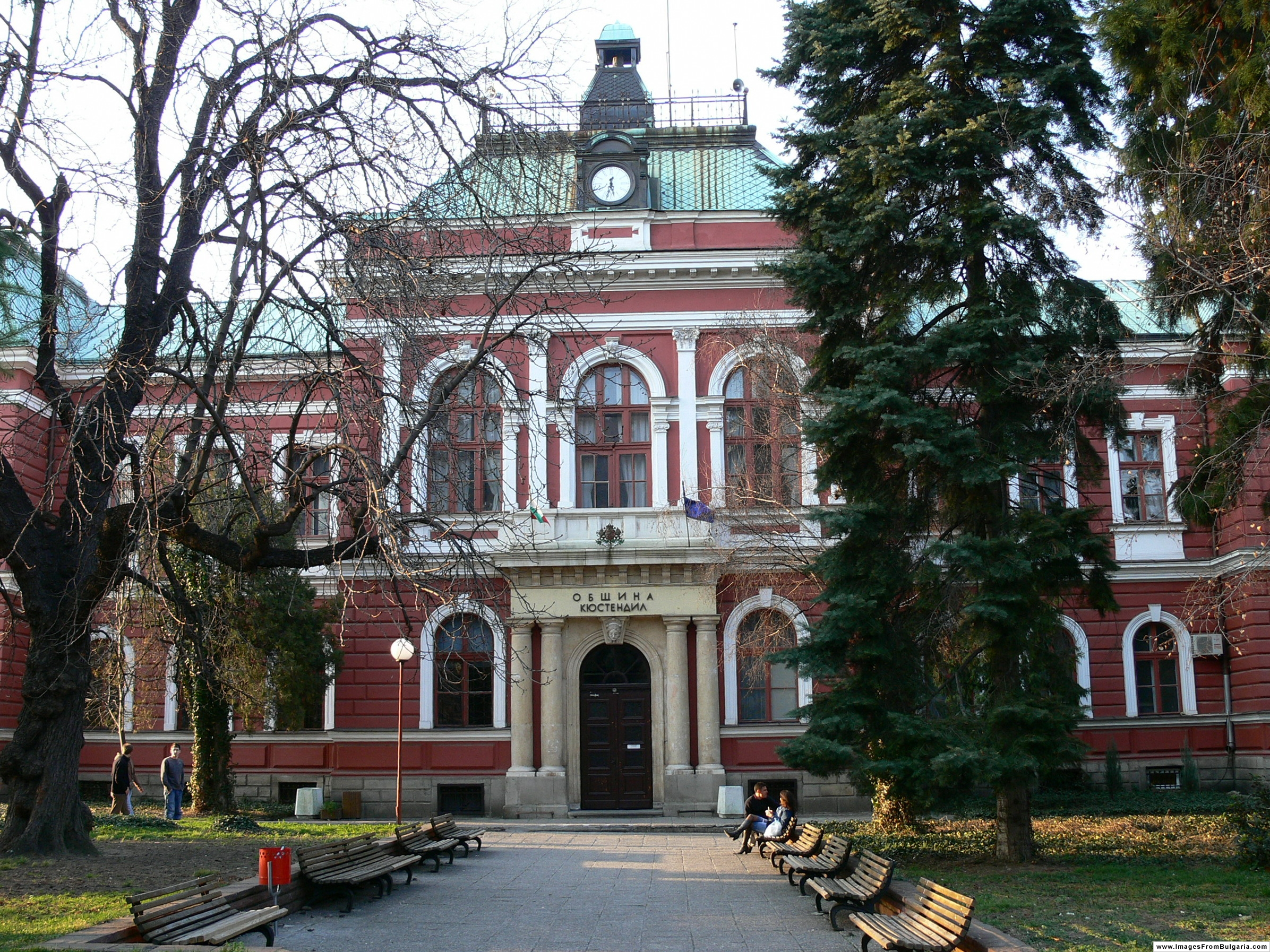
Мерія, архітектор Фрідріх Грюнантер

Одне з найцінніших багатств міста — мінеральна вода. Кюстенділ є найбільшим бальнеологічним курортом. На його території розташовано 40 мінеральних джерел з температурою води +76 °C. За складом води слабомінералізовані й містять фтор, кремній, сульфіди. Лікувальні центри спеціалізуються на захворюваннях опорно-рухомого апарату, нервової системи, органів дихання й на гінекологічних захворюваннях. В Кюстенділі є кілька мінеральних джерел, літня купальня з трьома відкритими басейнами, санаторії, будинки відпочинку.
На південь від міста на розгалуженнях гір Осогово, розташований парк Хісарлика. Серед красивого соснового бору, засадженого наприкінці XIX — початку ХХ століть, розміщуються рештки стародавньої фортеці.
За 13 кілометрів на південний схід від Кюстенділа, у нинішньому селі Невестіно, знаходиться Кадін (Невестін) міст над річкою Струма. Це одна з найбільших інженерно-будівельних споруд XV століття. Його зведено з обтесаного граніту в 1469—1470 роках на старій і важливій в минулому дорозі Стамбул — Пловдів — Самоков — Кюстенділ — Скоп'є.
Місто та його околиці відомі як фруктовий сад Болгарії — найбільше вирощуються черешні, сливи, яблука тощо.

## Галерея

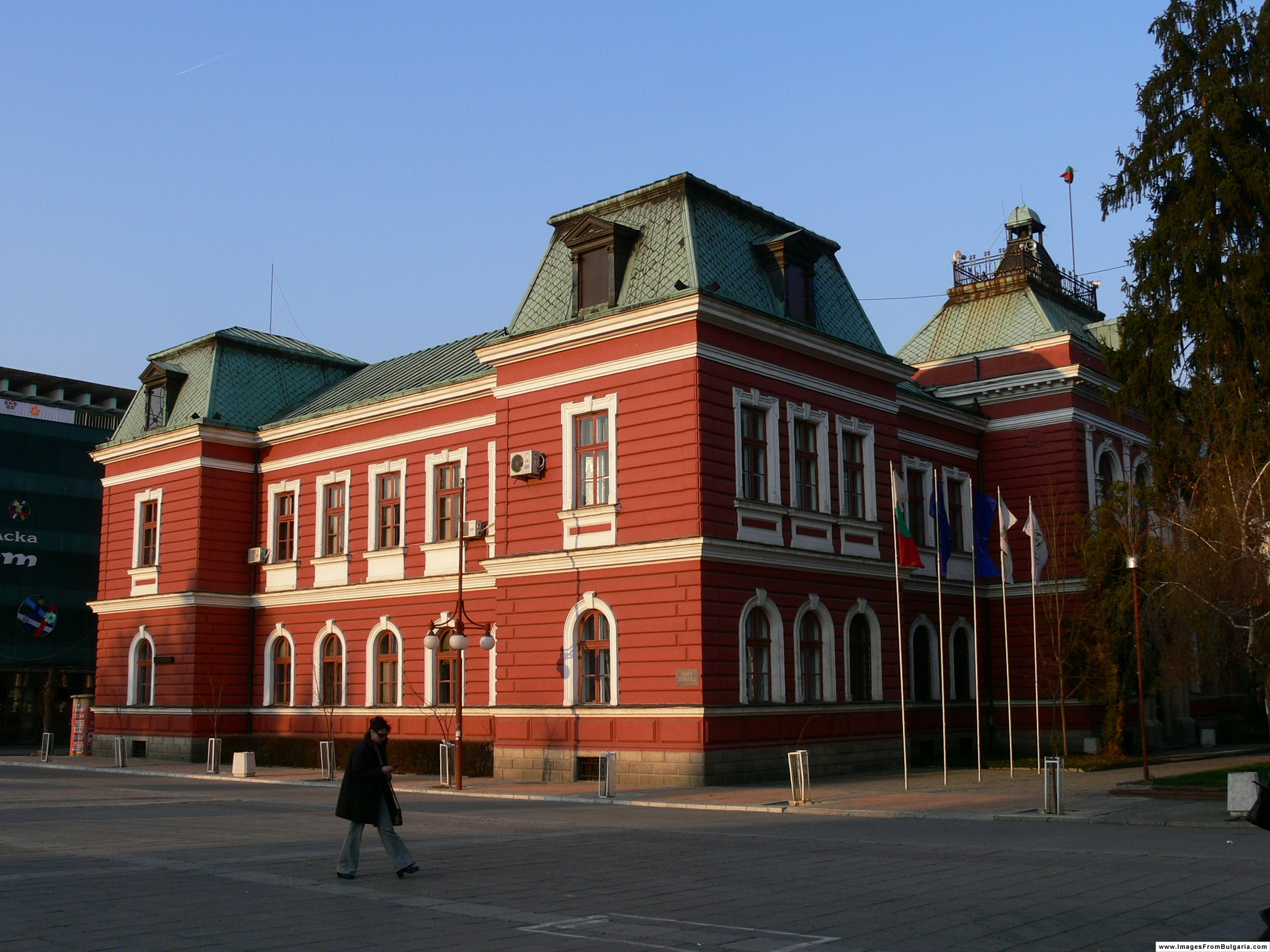
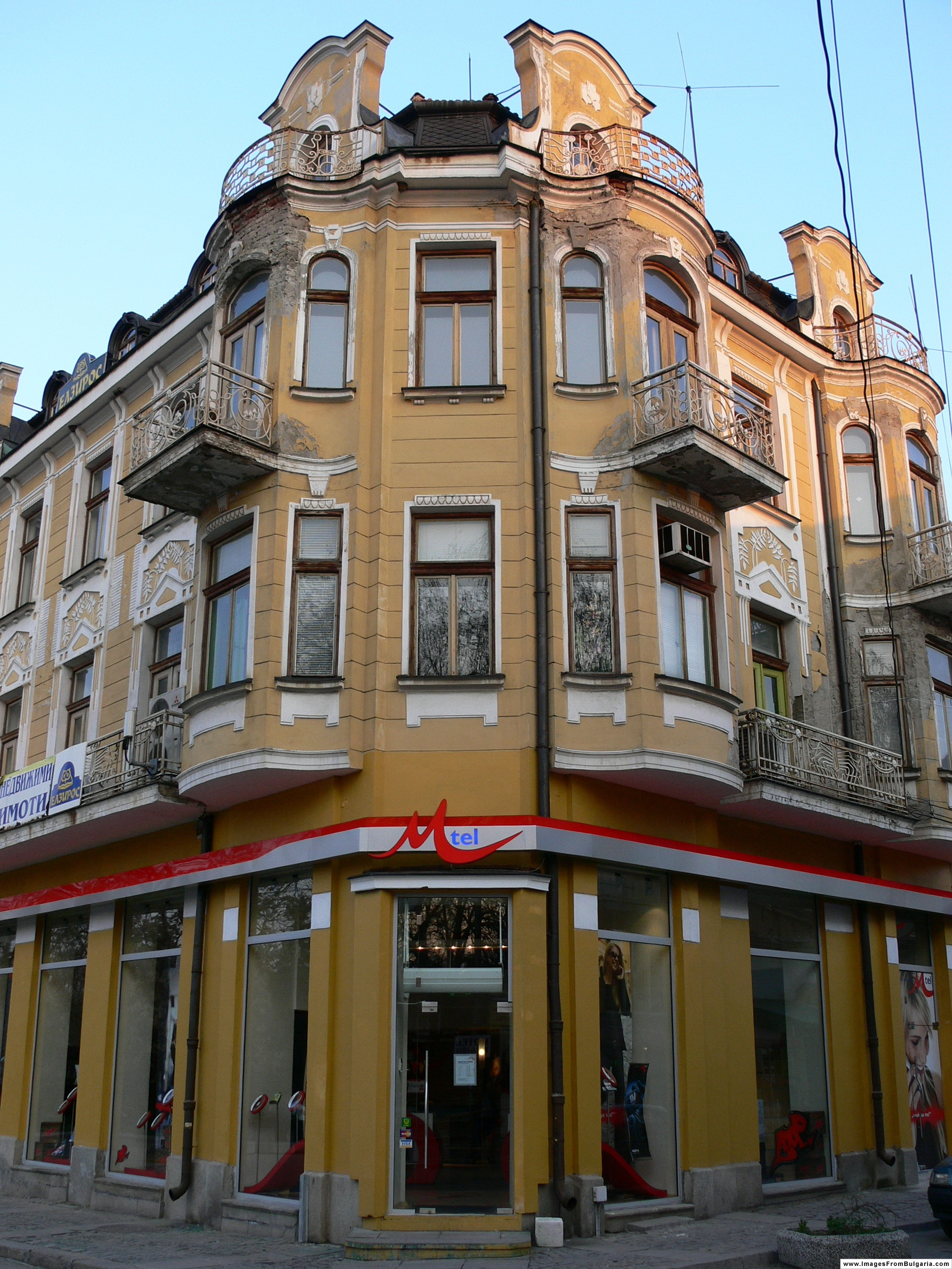
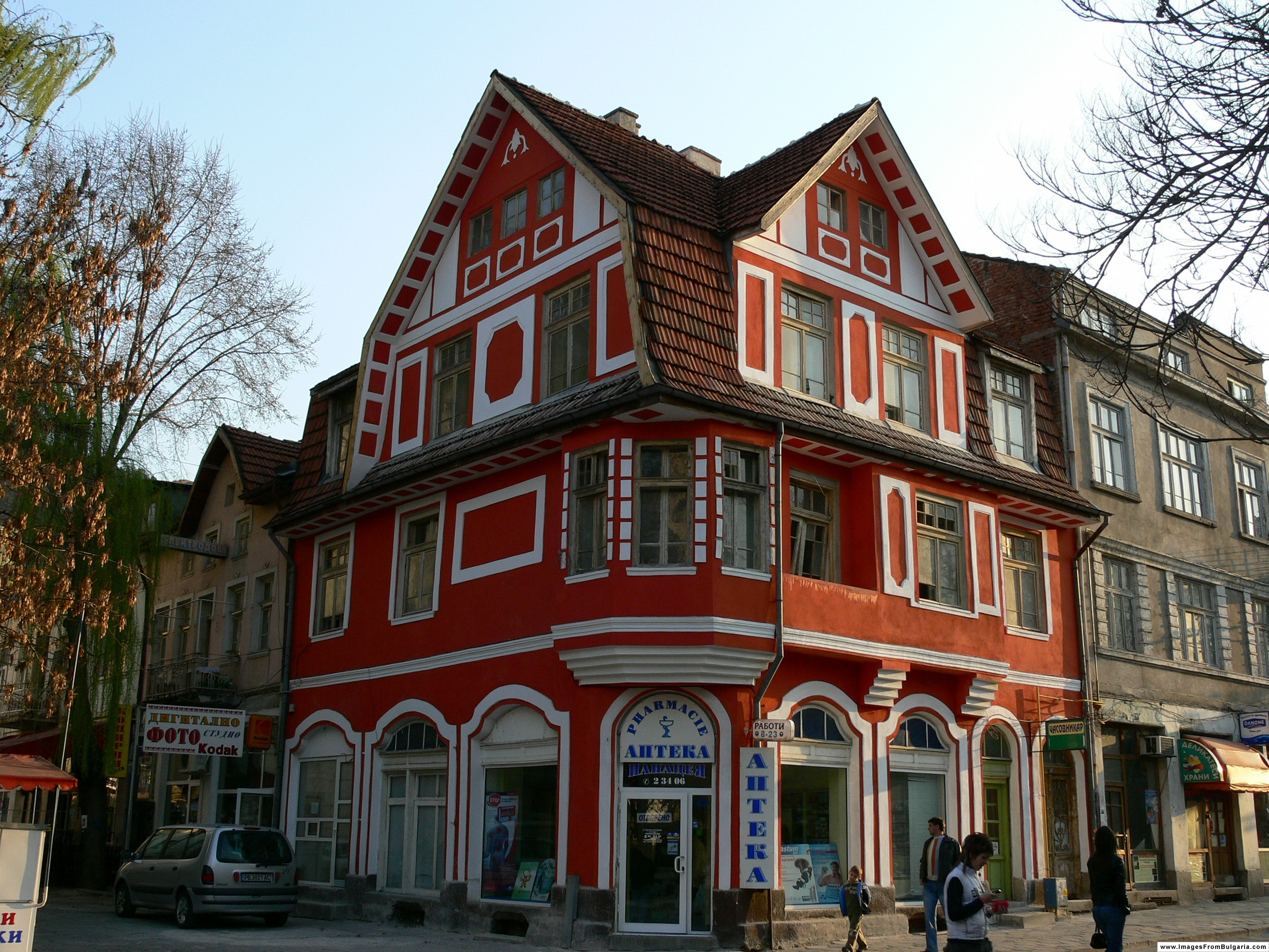
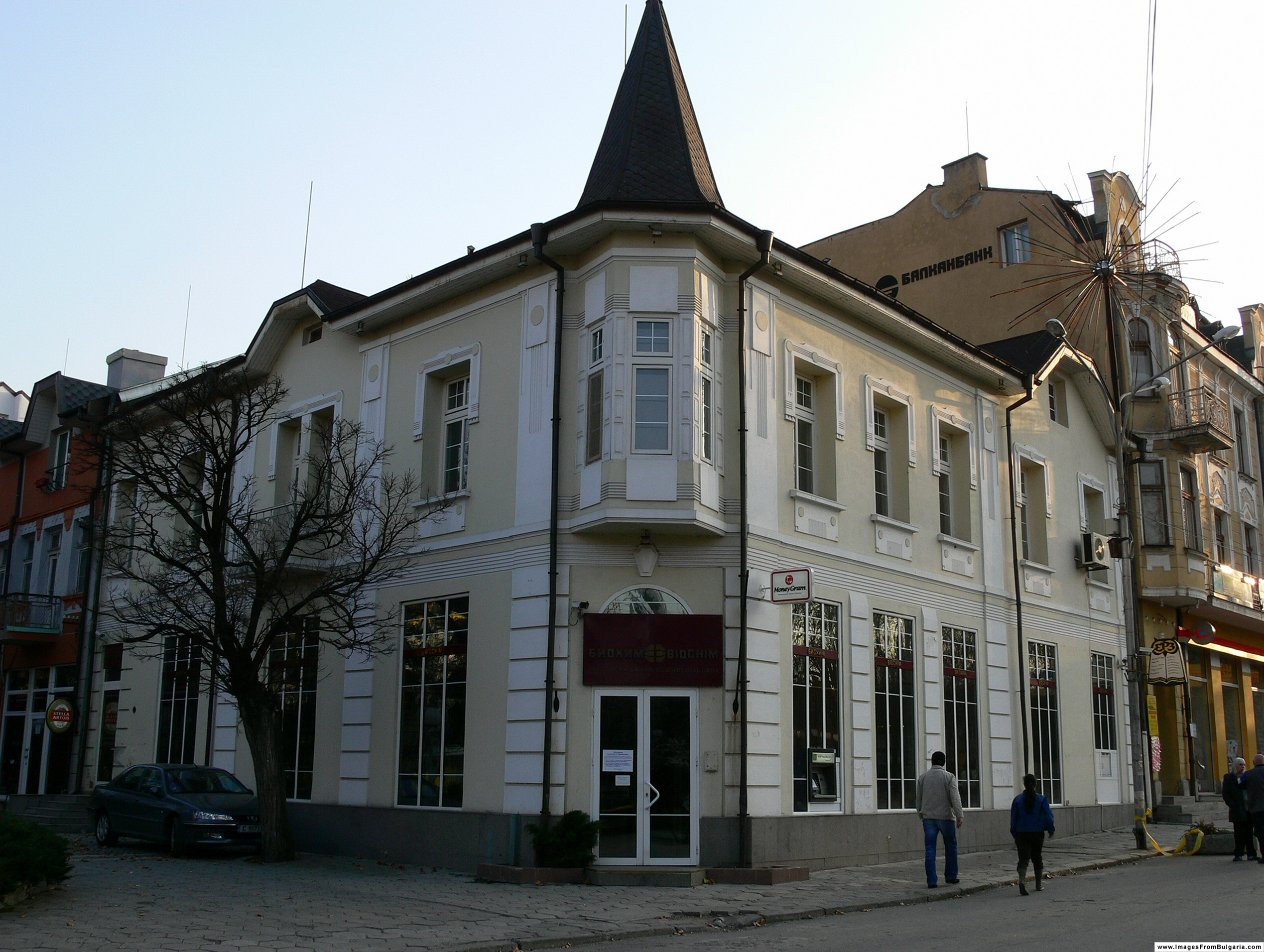
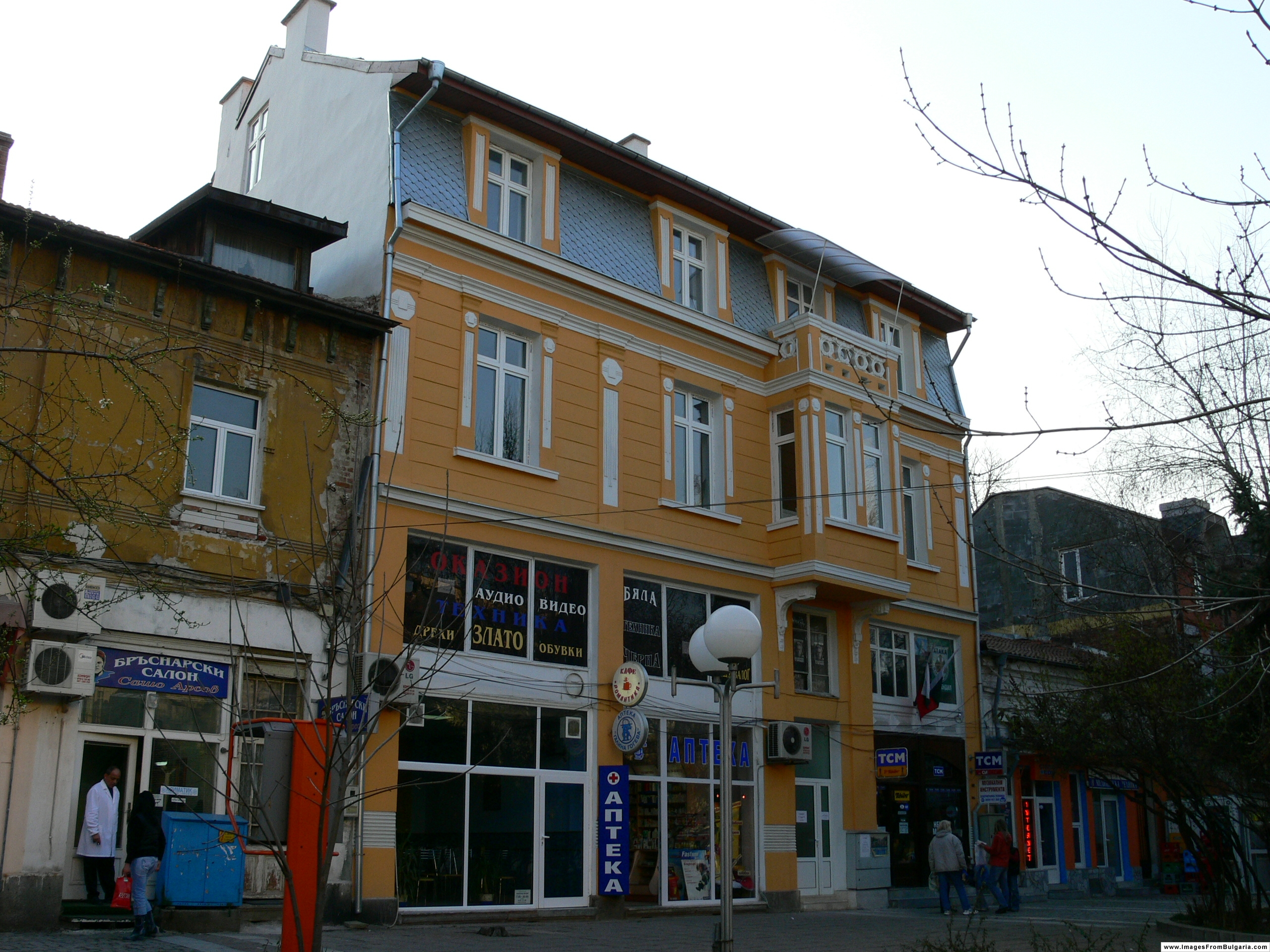
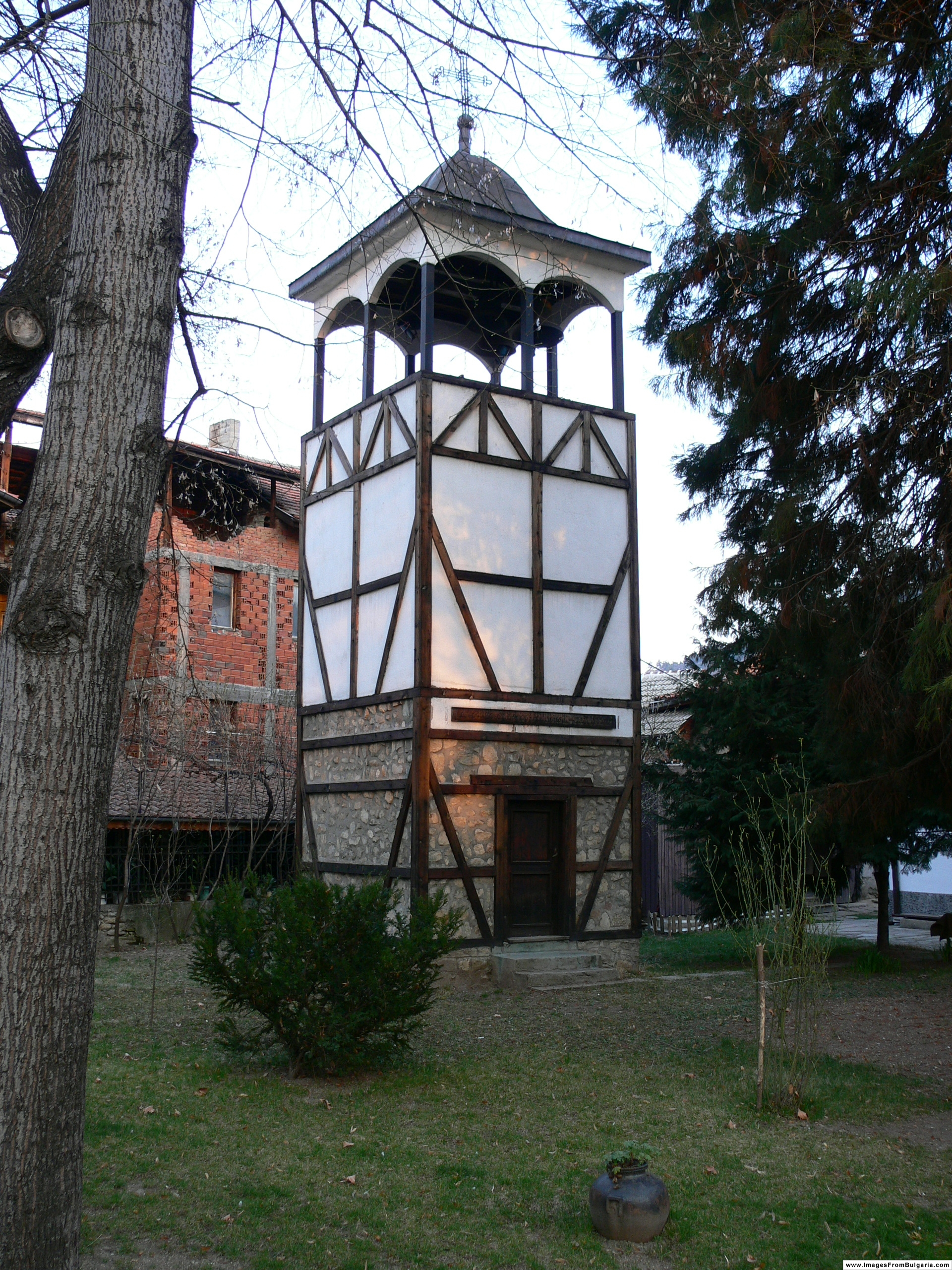

## Міста-побратими
- Клинці, Росія

## Особистості
- Асен Василієв (1900—1981) — мистецтвознавець, художник.
- Ілія Воєвода (1805—1898) — революціонер, учасник російсько-турецької війни 1877—1878 років.
- Марин Големінов (1908—2000) — болгарський композитор.
- Владимир Димитров-Майстора (1882—1960) — видатний болгарський художник.
- Ніколай Дюлґеров (1901—1982) — болгарський і італійський художник, дизайнер, архітектор.
- Васіл Евтімов (1900—1986) — болгарський художник.
- Симчо Ісаков (1919—1949) — болгарський поет єврейського походження.
- Кирил Киселічкі (1900—1945) — болгарський воєначальник.
- Крум Кюлявков (1893—1955) — болгарський письменник.
- Іларіон Ловчанскі (1800—1884) — єпископ, перший болгарський екзарх.
- Валентин Паспалеєв (1903—1950) — болгарський військовик.
- Віктор Покровський (1889—1922) — генерал-лейтенант, командувач Кавказькою армією, наступник Петра Врангеля на цьому посту.
- Кирил Станчев — болгарський воєначальник, генерал-лейтенант, командир 2-ї Болгарської армії під час Другої світової війни.
- Златан Стойков — військовий діяч, генерал-лейтенант, начальник Генерального штабу Болгарської армії (2006—2009).
- Любен Тонев (1908—2001) — болгарський архітектор, урбаніст.

## Політична ситуація
Кмет (мер) громади Кюстендил — Петир Георгієв Паунов (коаліція у складі 3 партій: ДСБ, СДС, партія АТАКА) за результатами виборів до правління громади.

## Карти
- bgmaps.com[недоступне посилання з липня 2019]
- emaps.bg[недоступне посилання з червня 2019]
- Google